# Liste der Monuments historiques in Culoz-Béon
Die Liste der Monuments historiques in Culoz-Béon führt die Monuments historiques in der französischen Gemeinde Culoz-Béon auf.

## Liste der Bauwerke
| Bezeichnung                | Beschreibung                                      | Standort                   | Kennzeichnung | Schutzstatus | Datum | Bild           |
| -------------------------- | ------------------------------------------------- | -------------------------- | ------------- | ------------ | ----- | -------------- |
| Schloss Montvéran in Culoz | Erbaut im 14. Jahrhundert                         | (Lage)                     | PA00116390    | Inscrit      | 1946  | weitere Bilder |
| Bahnhof in Culoz           | Erbaut in der zweiten Hälfte des 19. Jahrhunderts | Place Pierre-Semard (Lage) | PA01000031    | Inscrit      | 2009  | weitere Bilder |

## Liste der Objekte
- Monuments historiques (Objekte) in Culoz in der Base Palissy des französischen Kultusministeriums